# Galina Wjatscheslawowna Maltschugina
Galina Wjatscheslawowna Maltschugina (russisch Галина Вячеславовна Мальчугина, engl. Transkription Galina Malchugina; * 17. Dezember 1962 in Brjansk) ist eine ehemalige russische Leichtathletin und Gewinnerin olympischer Medaillen.

## Leben
Galina Maltschugina spezialisierte sich auf den 200-Meter-Lauf und mit der Mannschaft auf die 4-mal-100-Meter-Staffel. Ihren ersten internationalen Erfolg hatte sie im Alter von 26 Jahren bei den Olympischen Spielen 1988 in Seoul. Hier gewann sie die Bronzemedaille zusammen mit ihren Teamkolleginnen Ljudmila Kondratjewa, Marina Schirowa und Natalja Pomoschtschnikowa, hinter den Teams aus den Vereinigten Staaten (Gold) und der DDR (Silber). Bei den nächsten Olympischen Spielen 1992 in Barcelona gewann sie für das vereinte Team startend, die Staffelsilbermedaille zusammen mit Olga Bogoslowskaja, Marina Trandenkowa und Irina Priwalowa, hinter dem Team aus den USA (Gold) und vor dem Team aus Nigeria (Bronze).
Weitere große Erfolge ihrer sportlichen Laufbahn:

## Weltmeisterschaften
- 1991 in Tokio – Staffelsilber über 4 × 100 Meter
- 1993 in Stuttgart – Staffelgold über 4 × 100 Meter
- 1995 in Göteborg – Bronze im 200-Meter-Lauf

## Europameisterschaften
- 1990 – Bronze im 200-Meter-Lauf
- 1994 – Bronze im 200-Meter-Lauf und Staffelsilber über 4 × 100 Meter
- 1998 – Staffelbronze über 4 × 100 Meter